# Prometeo (canción)
«Prometeo» es una canción y sencillo del grupo musical de Argentina Ciro y los Persas, incluida en su primer álbum doble titulado Naranja persa 2 que fue publicada en 2018. Fue lanzada como sencillo el 15 de marzo de 2018 y el video musical fue publicado el 18 de junio de ese mismo año.

## Lista de canciones
| Descarga digital y streaming |            |          |  |
| N.º                          | Título     | Duración |  |
| 1.                           | «Prometeo» | 4:28     |  |

## Formación
- Andrés Ciro Martínez: Voz.
- Joao Marcos Cezar Bastos: Bajo.
- Juan Manuel Gigena Ábalos: Guitarra.
- Rodrigo Pérez: Guitarra.
- Julián Isod: Batería.